# Elionor Malich Salvador
Elionor Malich Salvador, apodada La Roja, (El Molar, 188? - Barcelona, 8 de agosto de 1939) fue una de las mujeres republicanas de la prisión de Les Corts de Barcelona, víctima de la represión franquista y fusilada en el Campo de la Bota.

## Biografía
Leonor, hija de Maria y Vicens, había nacido en el Molar, un pequeño pueblo del Priorato en la provincia de Tarragona. Los documentos sobre la fecha de su nacimiento son contradictorios, pero durante la guerra civil parece que ya tenía entre 50 o 60 años, era viuda y residía en Barcelona con su madre. Ejercía la profesión de portera en una finca de la calle Madrazo, en el nº 51.
La ocupación de Barcelona por las tropas fascistas a finales de enero de 1939, confirmó la victoria del general Franco y, a pesar de no haber terminado oficialmente la guerra, se estableció un "nuevo orden". Se derogaron las libertades y derechos adquiridos durante la Segunda República y se inició una cruel represión de los vencidos. El Boletín Oficial del Estado (BOE) publicó con fecha 9 de febrero de 1939 la ley de Incoación de Expedientes de Responsabilidades Políticas, pidiendo a los juzgados que elaboraran listas y fomentando la delación de particulares. Cualquier persona sospechosa de haber colaborado con partidos de izquierdas, catalanistas, comunistas, sindicatos, Frente Popular, Socorro Rojo, Asociación de Mujeres Antifascistas, anarquistas, milicianos o voluntarios en el frente, debía ser investigada y llevada ante los tribunales militares. El gremio de los porteros fue uno de los colectivos laborales más perjudicados, ya que eran acusados de haber colaborado con el gobierno Republicano en la identificación de quintacolumnistas y emboscados.
Malich fue denunciada y recluida en la prisión de Les Corts el 22 de marzo de 1939 junto con otra portera, Merced Alcover. Antes habían detenido a Cristina Fernández Pereda, también portera que fue fusilada el 13 de mayo. El 26 de mayo, el mismo día que era ejecutada la miliciana Neus Bouza Gil, se celebró un consejo de guerra sumarísimo contra Malich Salvador y 18 personas más, entre las que se encontraba la sindicalista y maestra Virginia Amposta Amposta. Fue acusada de ser una Roja extremista, de haber denunciado a sus vecinos y de tener una pésima reputación moral, ya que convivía maritalmente con hombres sin estar casada. Se dictaron nueve penas de muerte a siete hombres y dos mujeres, una de las cuales fue Malich Salvador. Fue fusilada el día 8 de agosto en el Campo de la Bota y enterrada en el Fossar de la Pedrera del Cementerio de Montjuic.